# Celadonia bicolor
Celadonia bicolor is een keversoort uit de familie Callirhipidae. De wetenschappelijke naam van de soort werd in 1834 gepubliceerd door Francis de Laporte de Castelnau.